# Bayat (Afyonkarahisar)
Bayat ist eine Stadt und ein Landkreis der türkischen Provinz Afyonkarahisar. Der Ort ist nach dem oghusischen Stamm der Bayat benannt. Die Stadt liegt etwa 40 Kilometer nordöstlich der Provinzhauptstadt Afyonkarahisar und beherbergt knapp 55 Prozent der Landkreisbevölkerung.
Der Landkreis liegt im Norden der Provinz. Er grenzt im Osten an Emirdağ, im Südosten an Bolvadin, im Süden an Çobanlar, im Westen an İscehisar und im Norden an die Provinz Eskişehir. Durch die Stadt und den Landkreis verläuft die Europastraße 96 von Izmir nach Sivrihisar. Im Norden des Landkreises liegt ein Teil des Gebirges Şaphane Dağı.
Der Landkreis besteht neben der Kreisstadt aus zwölf Dörfern (Köy) mit durchschnittlich 291 Einwohnern. Vier Dörfer haben mehr Einwohner als der Durchschnitt, Derbent ist mit 1072 Einwohnern das größte Dorf.